# Gregorio Preti
Pour les articles homonymes, voir Preti.
Gregorio Preti  (Taverna, province de Catanzaro en Calabre, 1603 - Rome 1672), est un peintre italien de l'école napolitaine qui fut actif au XVIIe siècle.

## Biographie

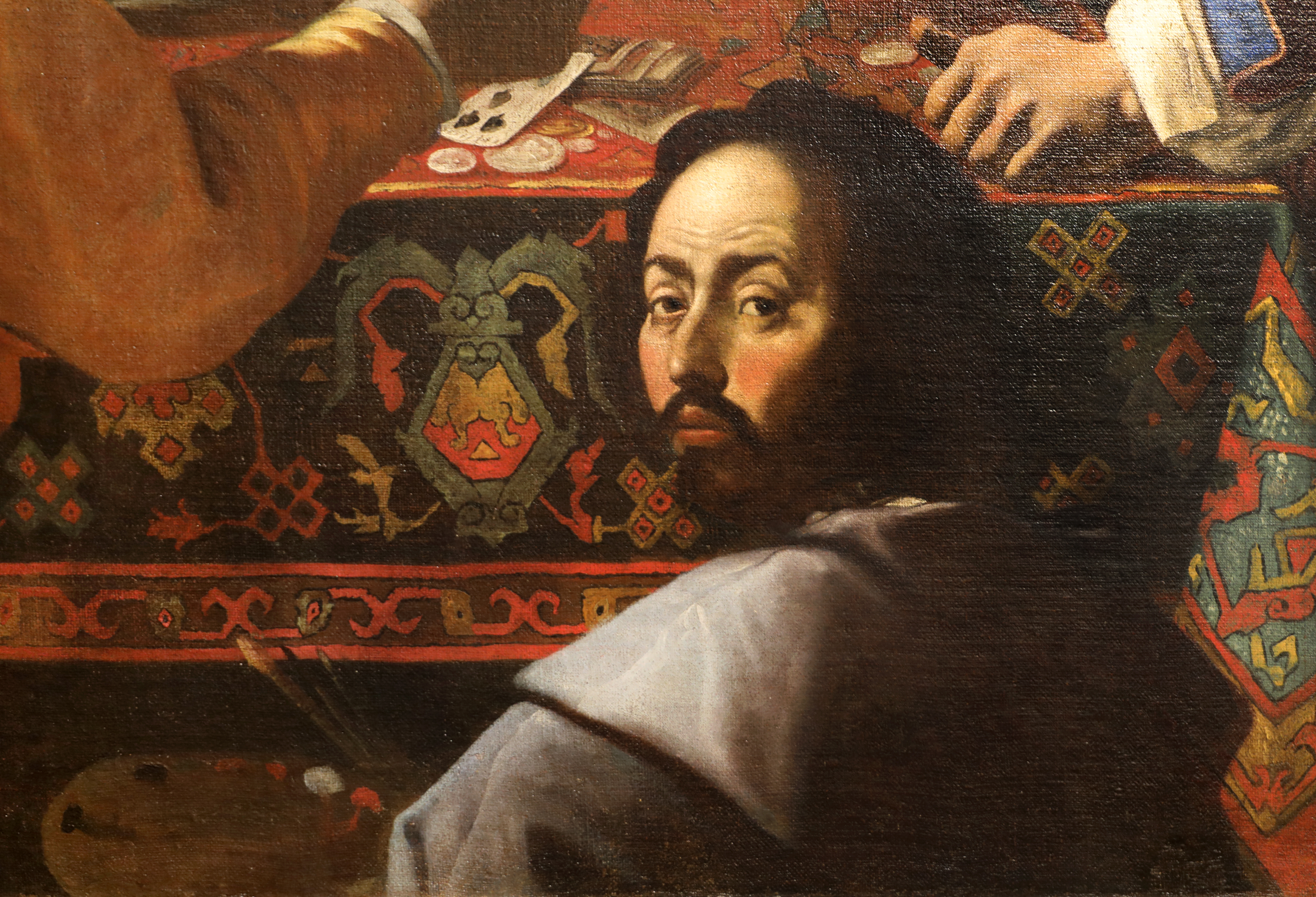
Autoportreit

Gregorio Preti est le frère aîné et le premier maître de Mattia Preti (dit il Calabrese).
Après le départ de sa ville natale, Gregorio a vécu à Naples avant de se rendre à Rome où il arriva en 1624 à l’âge de 21 ans et où il resta le reste de sa vie. Son frère Mattia l’y retrouva quelques années plus tard avant de rejoindre Naples en 1653 et de s’embarquer définitivement pour Malte en 1661.
Il fut membre de l'Académie de Saint-Luc en 1652.

## Œuvres
- Fresque, église San Carlo ai Catinari, Rome[2].
- Réunion conviviale,
- Complainte sur le Christ mort,
- Jésus-Christ et le tribut,
- Vierge à l'Enfant entre saint Nicolas de Bari et saint Janvier (dite Madonna della Purità), huile sur toile de 243 cm × 163 cm, église San Domenico, Taverna.
- Vierge à l'Enfant assise sur un trône entre sainte Marie-Madeleine et saint François d'Assise, (dite Madonna della Provvidenza), huile sur toile de 247 cm × 168 cm, église San Domenico, Taverna.
- Les Noces de Cana, huile sur toile de 147 cm × 293 cm, Palais Taverna di Montegiordano, Rome.
- Le Repas dans la maison du Pharisien, huile sur toile de 146 cm × 293 cm, Palais Taverna di Montegiordano, Rome.
- Saint Nicolas de Bari sauve le jeune échanson, huile sur toile de 194 cm × 292,5 cm, chapelle San Nicolò, église di San Nicolò, Fabriano (Ancone).
- La Flagellation du Christ, huile sur toile de 304 cm × 257,5 cm, Ospedale San Giovanni Calibita, Rome.
- Erminie et les bergers, huile sur toile de 140 cm × 166 cm, Palais Taverna di Montegiordano, Rome.